# Suparna Baksi Ganguly

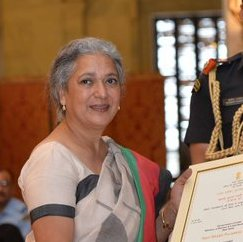
Suparna Baksi Ganguly bei der Verleihung des Nari Shakti Puraskar (2016)

Suparna Baksi Ganguly (Hindi सुपर्णा बक्सी गांगुली; geb. 1960 oder 1961) ist eine indische Aktivistin, die sich für die Rechte von Tieren einsetzt, insbesondere von in Gefangenschaft gehaltenen Elefanten. Im Jahr 2016 wurde ihr die höchste Auszeichnung für Frauen in Indien, der Nari Shakti Puraskar, verliehen.

## Leben
1991 war Suparna Baksi Ganguly in Bengaluru im südindischen Bundesstaat Karnataka Mitbegründerin der Tierschutzorganisation Compassion Unlimited Plus Action (CUPA) und wurde Treuhänderin und Geschäftsführerin. Die Organisation betrieb vier Zentren zur Rettung und Rehabilitation von Affen, Schlangen, Vögeln und anderen Wildtieren.
1999 sie war sie Initiatorin des "Wildlife Rescue and Rehabilitation Center" (WRRC) und wurde dessen Ehrenvorsitzende.

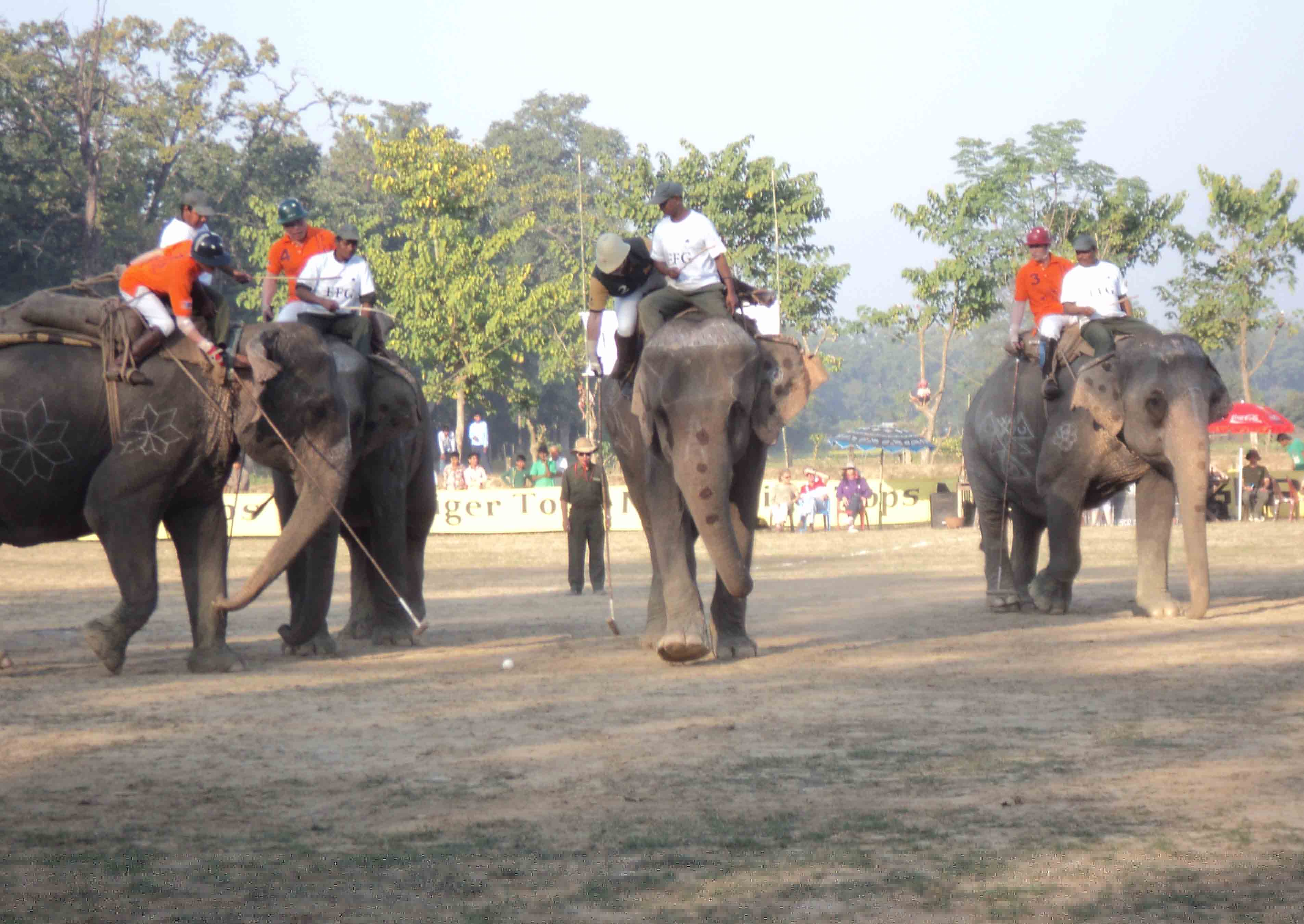
Elephanten-Polo

Ganguly arbeitete 2013 in der indischen Task Force für Elefanten mit. Asiatische Elefanten sind mit nur noch 45.000 bis 49.000 wildlebende Tiere in 13 Ländern global „stark bedroht“, in Indien nur „bedroht“. Ganguly stellte jedoch fest, dass etwa 4.000 Tiere in Gefangenschaft gehalten werden und "fast alle" illegal gehandelt wurden, d. h. dem Wildtierbestand entnommen wurden. Viele von ihnen werden zur Unterhaltung von Touristen eingesetzt, wo Elefanten an Tauziehen und Fußballspielen teilnehmen oder bemalt werden. Ganguly sah eine große Diskrepanz zwischen der Zuneigung der indischen Bevölkerung zu den Elephanten und dem Umgang mit ihnen.
2016 beantragte das WRRC beim Oberster Gerichtshof Indiens, die Haltung von Elefanten in Gefangenschaft für illegal zu erklären.

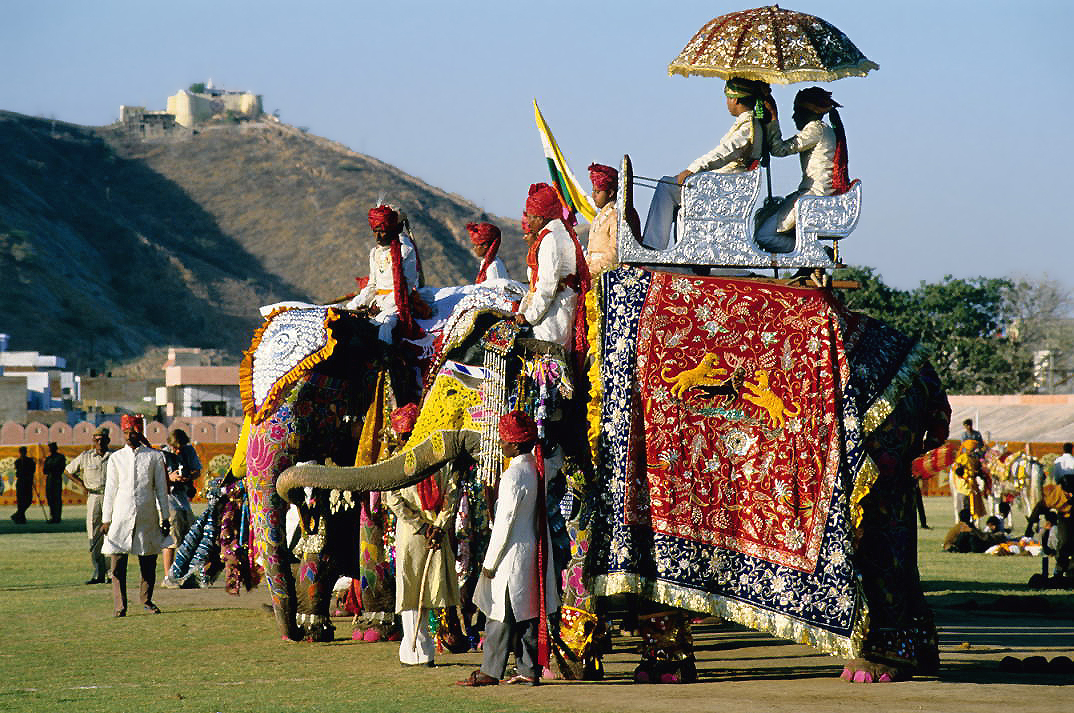
Elephantenfestival in Jaipur/Rajasthan

Im Jahr 2019 kommentierte sie das traditionelle Rajasthan-Festival, bei dem Elefanten bemalt werden, um an Wettbewerben teilzunehmen. Das Festival wurde wegen der Proteste von Tierschützern abgebrochen. Ganguly argumentierte, dass der Tierschutz wichtiger als das Festhalten an Traditionen sei. Tradition habe keine Bedeutung, wenn sie in Leid und Ausbeutung ende.
Sie war maßgeblich an der Einrichtung von Elefantenpflegezentren in Südindien beteiligt. Sie ist Mitglied im Beirat der US-amerikanischen Tierschutzorganisation Help Animals India und in verschiedenen staatlichen Komitees für den Tierschutz.

## Auszeichnungen
- 2016 Nari Shakti Puraskar aus den Händen von Präsident Pranab Mukherjee[10]